# Vindeby
Vindeby ist ein Ort mit 2345 Einwohnern (Stand 1. Januar 2023) am Svendborgsund im Norden der dänischen Insel Tåsinge und gehört zur Svendborg Kommune. 
Der Ort befindet sich südlich der auf der Insel Fünen gelegenen Stadt Svendborg auf der gegenüberliegenden Seite des Svendborgsund und ist mit dieser durch die Svendborgsundbroen verbunden.
1991 nahm das Unternehmen Dong Energy (heute Ørsted ) bei Vindeby seinen ersten Offshore-Windpark in Betrieb.